# Nguyễn Văn Lưu (trung tướng)
Nguyễn Văn Lưu là Trung tướng Công an nhân dân Việt Nam. Năm 2018, ông giữ chức vụ Chánh Thanh tra Bộ Công an Việt Nam.

## Tiểu sử
Năm 2007, ông Lưu là Đại tá Công an nhân dân Việt Nam, Phó Chánh Thanh tra Bộ Công an Việt Nam.
Tháng 6 năm 2012, ông là Thiếu tướng Công an nhân dân Việt Nam, Phó Chánh Thanh tra Bộ Công an Việt Nam.
Từ năm 2013 đến tháng 1 năm 2016, ông là Thiếu tướng Công an nhân dân Việt Nam, Chánh Thanh tra Bộ Công an Việt Nam.
Từ tháng 3 năm 2016 đến tháng 1 năm 2018, ông là Trung tướng Công an nhân dân Việt Nam, Chánh Thanh tra Bộ Công an Việt Nam.
Từ tháng 10 năm 2018, ông chính thức nghỉ hưu theo chế độ.

## Phong tặng

### Lịch sử thụ phong quân hàm
- Thiếu tướng Công an nhân dân Việt Nam
- Trung tướng Công an nhân dân Việt Nam (2016)